# Метју Мејс
Метју Мејс (енгл. Matthew Mays; Фредерикстед, 15. децембар 1998) амерички је пливач који у међународним такмичењима представља Америчка Девичанска Острва. Његова специјалност су спритерске трке леђним стилом, а такође се такмичи и у тркама делфин и мешовитим стилом. 

## Спортска каријера
Мејс је дебитовао на међународним такмичењима 2015. на Панамеричким играма у Торонту, да би свега месец дана касније по први пут наступио и на светском јуниорском првенству у Сингапуру. Први значајнији успех у каријери постигао је на првенству карипских земаља у Насауу 2016. где је освојио четири медаље, злато и три бронзе. 
Први наступ на светским првенствима имао је на светском првенству у малим базенима у Хангџоуу 2018. где није остварио неки запаженији резултат, а пола године касније дебитовао је и на светском првенству у великим базенима у Квангџуу. У Кореји је Мејс остварио 41. време на 200 делфин и 40. место на 200 леђно. 
Наступио је и на Панамеричким играма 2019. у Лими (најбољи резултат 18. место на 200 леђно). 